# Kenneth Bjerre
Kenneth Bjerre (født 24. maj 1984 i Esbjerg) er en dansk speedwaykører. Kenneth Bjerre er tidligere dansk mester i 2010. Hans bedste placering til Speedway Grand Prix er nummer 7 i 2010 og 2011. Kenneth Bjerre blev dansk U21-mester fire gange fra 2000 til 2005.
Kenneth Bjerre kører for følgende klubber i 2021. 
- GSK Liga (Grindsted Speedway Klub) (Danmark)
- GKM Grudziadz (Polen)